# Maria Teodora Pimentel
Maria Teodora Pimentel (Angra do Heroísmo, 11 de setembro de 1865 — Angra do Heroísmo, 16 de novembro de 1948) foi uma médica, formada na Escola Médico-Cirúrgica de Lisboa, que se distinguiu no campo da saúde pública. Foi a primeira mulher natural dos Açores a formar-se em Medicina.

## Biografia
Maria Teodora Pimentel nasceu em Angra do Heroísmo, na ilha Terceira, filha de Manuel Quaresma Pimentel, um sargento do Exército Português que faleceu quando a filha ainda era criança. Obteve inicialmente um diploma de professora do ensino primário, em 1884, que a qualificava para a docência, o que lhe permitiu granjear os meios para se sustentar e a sua mãe, ao mesmo tempo que continuava os seus estudos. Ingressou na Escola Politécnica de Lisboa em 1887 para fazer o curso preparatório que então era obrigatório para se matricular na Escola Médico-Cirúrgica de Lisboa (instituição antecessora da atual Faculdade de Medicina da Universidade de Lisboa. Entrou para a Escola Médico-Cirúrgica de Lisboa em 1891, onde se licenciou, tendo sido aprovada plenamente no "Acto Grande", que defendeu a dia 11 de novembro de 1895. Foi a primeira médica açoriana.
Pretendia seguir a docência na Universidade de Lisboa, mas não foi admitida. Regressou a Angra do Heroísmo, cidade onde exerceu os cargos de Subdelegado, Delegado e Inspector de Saúde no concelho e no Distrito Autónomo de Angra do Heroísmo, tendo-se notabilizado no campo da saúde pública e da promoção da higiene, especialmente na higiene materno-infantil e na promoção de medidas visando a redução da mortalidade infantil. Enfrentou várias epidemias nas ilhas de São Jorge e Terceira, sendo conhecida pela sua dedicação aos mais pobres.
Conhecia pela sua filantropia, era a médica dos pobres, legou a sua residência ao Albergue Nocturno de Angra do Heroísmo e outros bens a casas de caridade. A sua residência estava situada no local ounde funcionou a Albergaria Cruzeiro, na esquina da Rua do Cruzeiro com a atual Praça Sousa Júnior.
Ao ser nomeada Subdelegada de Saúde, tornou-se também a primeira mulher a ocupar um cargo na administração pública nos Açores.